# Плес са вуковима
Плес са вуковима (енгл. Dances with Wolves) је амерички епски вестерн филм из 1990. године, који је режирао и продуцирао Кевин Костнер, који је и тумачио главну улогу. Заснован је на истоименом роману Мајкла Блејка, који говори о поручнику војске Уније, Џону Данбару, који путује до америчке границе да заузме свој пункт, где се среће са племеном Лакота.
Костнер је развио филм са почетним буџетом од 15 милиона долара. Велики део дијалога у филму се говори на језику Лакота са енглеским титловима. Филм је сниман од јула до новембра 1989. у Јужној Дакоти и Вајомингу, а превела га је Дорис Лидер Чарџ, са одељења за студије Лакота језика на Универзитету Синте Глеска.
Филм је добио позитивне критике критичара и публике, који су похвалили Костнерову режију, глуму, сценарио и сценографију. Био је хит и на биоскопским благајнама, зарадивши преко 424 милиона долара широм света, што га чини четвртим филмом са највећом зарадом 1990. године. Био је номинован за дванаест Оскара, а освојио је седам: за најбољи филм, најбољу режију, најбољи адаптирани сценарио, најбољу монтажу, најбољу фотографију, најбољу оригиналну музику и најбољи микс звука. Такође је освојио награду Златни глобус за најбољи драмски филм.
Филм се сматра главним утицајем на ревитализацију вестерн жанра филмског стваралаштва у Холивуду. Године 2007, Конгресна библиотека је изабрала Плес са вуковима за чување у Националном регистру филмова Сједињених Држава због „културног, историјског или естетског значаја”.

## Радња
Године 1863, поручник Џон Џ. Данбар је рањен у бици код Сент Дејвидс Филда у Тенесију. Одабравши смрт у борби уместо ампутације ноге, он узима коња и јаше до и дуж линија Конфедерације. Снаге Конфедерације пуцају на њега у више наврата и промашују, а војска Уније користи ово одвлачење пажње да изведе успешан напад. Данбар добија и одликовање за храброст и медицинску негу која му омогућава да сачува ногу. Касније је награђен Сиском, коњем који га је носио током самоубилачког покушаја, и добија могућност бирања следећег положаја. Данбар тражи пребацивање на западну границу, како би могао да је види пре него што нестане.
Данбар бива премештен у Форт Хејз, утврђење којим командује мајор Фамбро, који презире Данбаров ентузијазам. Он пристаје да пошаље Данбара на најдаљу испоставу под његовом јурисдикцијом, Форт Сеџвик, и недуго затим извршава самоубиство. Данбар путује са Тимонсом, снабдевачем мазги. Проналазе утврђење напуштеним. Упркос претњи оближњих домородачких племена, Данбар одлучује да остане и сам обавља своју дужност.
Почиње да обнавља утврђење и да преферира самоћу, бележећи многа запажања у свом дневнику. Тимонса убија индијанско племе Пауни на повратку у Форт Хејз. Смрти Тимонса и Фамброа спречавају друге војнике да сазнају за Данбаров задатак, те ниједан други војник не стигне да појача положај.
Данбар сусреће оближње Сијуксе када покушају да му украду коња и застраше га. Одлучујући да не буде њихова мета, он креће да потражи логор Сијукса и покуша да успостави комуницију. На свом путу наилази на Стоји са Песницом, белу усвојену ћерку племенског лечитеља Ударајуће Птице, како се ритуално сакати док тугује за својим покојним мужем. Данбар је враћа код Сијукса да се опорави. Иако је племе у почетку непријатељски настројено, неки чланови убрзо почињу да га поштују.
На крају, Данбар успоставља однос са Ударајућом Птицом, ратником Ветром у Његовој Коси и младићем Много се Смеје, у почетку се међусобно посећујући. Језичка баријера их фрустрира, а Стоји са Песницом служи им као преводилац, иако са потешкоћама. Она се сећа само мало енглеског из свог раног детињства пре него што је остатак њене породице убијен током напада Паунија.
Данбар открива да су приче које је чуо о племену нетачне, и развија све веће поштовање и уважавање њиховог начина живота и културе. Научивши њихов језик, Сијукси га прихватају као почасног госта након што им прича о мигрирајућем крду бизона и учествује у лову на њих. У Форт Сеџвику, Данбар се спријатељи са вуком којег назива „Две Чарапе” због његових белих предњих шапа. Посматрајући Данбара и Две Чарапе како се јуре, Сијукси му дају име „Плес са Вуковима”. За то време, Данбар такође успоставља љубавну везу са Стоји са Песницом и помаже у одбрани села од напада ривалских Паунија. Данбар на крају добија одобрење Ударајуће Птице да ожени Стоји са Песницом, након чега напушта Форт Сеџвик.
Због растуће претње од Паунија и Сједињених Држава, поглавица Десет Медведа одлучује да пресели племе у свој зимски логор. Данбар одлучује да их прати, али прво мора да узме свој дневник из Форт Сеџвика, пошто схвата да би то војсци омогућило да пронађе племе. Када стигне, проналази утврђење које је поново окупирала америчка војска. Због његове Сијукс одеће, војници отварају ватру, убијајући Сиска и хватајући Данбара, заробљавајући га као издајника.
Два официра га испитују, али Данбар не може да докаже своју причу, пошто је један каплар пронашао његов дневник и задржао га за себе. Пошто је одбио да служи као преводилац, Данбар је оптужен за дезертерство и превозе га назад на исток као заробљеника. Војници на путу пуцају у Две Чарапе када вук покуша да прати Данбара, упркос Данбаровим покушајима да интервенише.
На крају, Сијукси нападају конвој, убијајући војнике и ослобађајући Данбара. У зимском логору, Данбар одлучује да оде са Стоји са Песницом јер би његово присуство угрозило племе. Док одлазе, Много се Смеје му враћа дневник, који је нашао током напада на конвој, а Ветар у Његовој Коси виче Данбару, подсећајући га да је његов пријатељ, што је у супротности са њиховим првим сусретима где је он непријатељски викао на Данбара.
Америчке трупе претражују планине, али не могу да лоцирају Данбара или племе, док вук самотњак завија у даљини.
Епилог каже: „Тринаест година касније – њихови домови су уништени, а њихови бизони нестали – последња група слободних Сијукса потчињена је белој власти у Форт Робинсону, Небраска. Велика коњска култура равница је нестала, а америчка граница ће ускоро прећи у историју”.

## Улоге
| Глумац                     | Улога                                  |
| -------------------------- | -------------------------------------- |
| Кевин Костнер              | поручник Џон Данбар / Плес са Вуковима |
| Мери Макдонел              | Стоји са Песницом                      |
| Грејам Грин                | Ударајућа Птица                        |
| Родни А. Грант             | Ветар у Његовој Коси                   |
| Флојд Ред Кроу Вестерман   | поглавица Десет Медведа                |
| Танту Кардинал             | Црни Шал                               |
| Нејтан Ли Чејсинг Хис Хорс | Много се Смеје                         |
| Чарлс Рокет                | поручник Елџин                         |
| Роберт Пасторели           | Тимонс                                 |
| Лари Џошуа                 | наредник Бауер                         |
| Тони Пирс                  | Спиви                                  |
| Том Еверет                 | наредник Пепер                         |
| Мори Чејкин                | мајор Фамбро                           |
| Вес Студи                  | најјачи Пауни                          |

## Награде
Освојене награде:
- Оскар за најбољи филм — Андреас Нордбе Џим Вилсон и Кевин Костнер
- Оскар за најбољу режију — Кевин Костнер
- Оскар за најбољи адаптирани сценарио — Мајкл Блејк
- Оскар за најбољу фотографију — Дин Семлер
- Оскар за најбољу монтажу — Нил Травис
- Оскар за најбољи звук — Расел Вилијамс II, Џефри Перкинс, Бил В. Бентон и Грегори Х. Воткинс
- Оскар за најбољу оригиналну музику — Џон Бари
- Златни глобус за најбољи играни филм (драма) — Џим Вилсон и Кевин Костнер

Номинације:
- Оскар за најбољег главног глумца — Кевин Костнер
- Оскар за најбољег споредног глумца — Грејам Грин
- Оскар за најбољу споредну глумицу — Мери Макдонел
- Оскар за најбољу сценографију — Џефри Бикрофт и Лиса Дин
- Оскар за најбољи дизајн костима — Елза Зампарели

## Зарада
- Зарада у САД - 184.208.848 $
- Зарада у иностранству - 240.000.000 $
- Зарада у свету - 424.208.848 $